# Hypoleria arzalia
Hypoleria arzalia är en fjärilsart som beskrevs av William Chapman Hewitson 1876. Hypoleria arzalia ingår i släktet Hypoleria och familjen praktfjärilar. Inga underarter finns listade i Catalogue of Life.